# خانه استپانیان
خانه استپانیان بازمانده از دوره صفوی است و در اصفهان، محله جلفا، خیابان دقیقی، کوچه متین واقع شده‌است. این اثر در تاریخ ۳۰ شهریور ۱۳۷۸ با شمارهٔ ثبت ۲۴۱۴ به‌عنوان یکی از آثار ملی ایران به ثبت رسیده‌است.
هم‌اکنون این خانه تاریخی، به عنوان یکی از ساختمان‌های دانشکده پژوهش‌های عالی هنر و کارآفرینی دانشگاه هنر اصفهان مورد استفاده است.

## نگارخانه

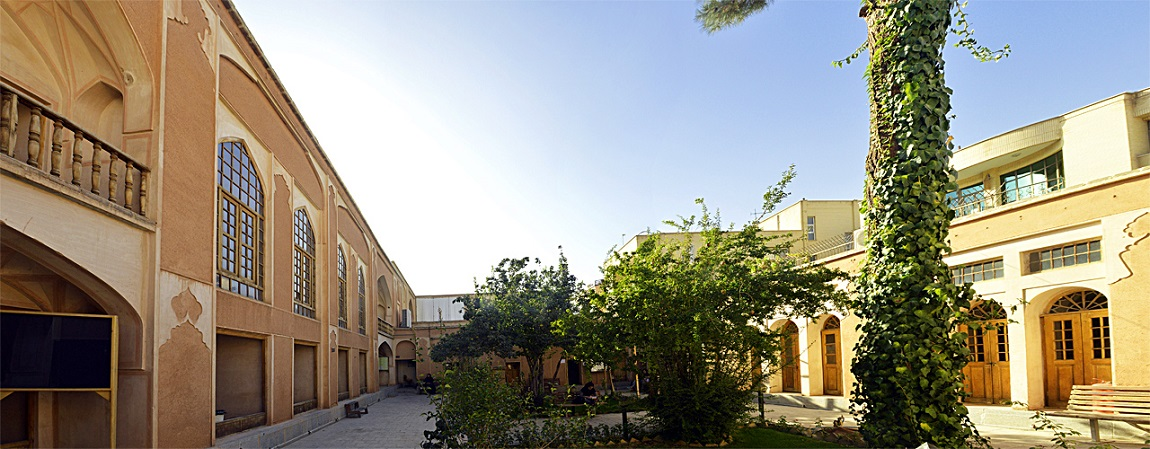
خانه تاریخی استپانیان 1

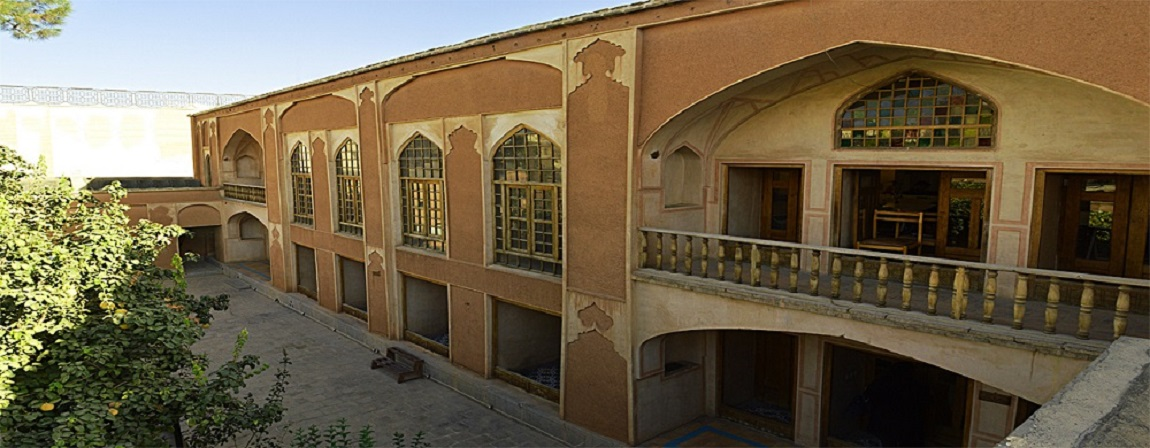
خانه تاریخی استپانیان، یکی از ساختمان‌های دانشکده پژوهش‌های عالی هنر و کارآفرینی